# Empresas Polar
Empresas Polar est une société vénézuélienne, créée en tant que brasserie en 1941 par Lorenzo Alejandro Mendoza Fleury à Antimano dans le district de Caracas au Venezuela. C'est la brasserie la plus populaire et la plus importante du Venezuela. Elle s'est diversifiée dans différents secteurs, principalement liés aux procédés agroalimentaires.

## Présentation
Son nom provient du « Polar bear » (ours polaire en anglais), dont l'image est imprimée sur les bouteilles. 
La production de Cerveza Polar, une bière blonde à 5 %, commence dans les années 1940, ce qui permet à Empresas Polar de devenir la plus grosse brasserie vénézuélienne; produisant par la suite la Solera, la Solera Light, la Polar Light, la Polar ICE et la Polar Zero. Le Maltin Polar, est un autre de leurs produits les plus célèbres, une boisson sans alcool à base de malt, semblable à la bière ale. 

La société a diversifié sa gamme de produits, principalement par l'acquisition d'autres sociétés et produit maintenant des snacks, de la farine de maïs (qui est la base des repas au Venezuela), des glaces (Helados Efe), des boissons gazeuses et des boissons maltées (Cervecería Polar, Refrescos Golden et des bouteilles de Pepsi-Cola et Diet Pepsi pour le marché vénézuélien et du Nord des Andes). Polar a également racheté le fabricant d'aliments Mavesa, qui produit de la mayonnaise, du ketchup, de la margarine et un savon biodégradable (Las Llaves). La société a également établi un partenariat avec le fabricant de cognac français Martell en 1985, sous le nom de Bodegas Pomar, pour produire des vins locaux. 

## Bières
L'entreprise brasse six marques de bières différentes : 
- Solera à 6 % ;
- Solera Light à 4,3 % ;
- Polar Light à 4 % ;
- Polar ICE à 4,5 % ;
- Zero Polar, une bière blonde sans alcool ;
- Polar Pilsen, une bière pils.

- Maltin Polar, est une bière ale sans alcool destinée aux jeunes ; à base de houblon, aux arômes de caramel, son goût est comparable à celle d'une ambrée.